# Балерна
Балерна (італ. Balerna) — громада  в Швейцарії в кантоні Тічино, округ Мендрізіо.

## Географія
Громада розташована на відстані близько 175 км на південний схід від Берна, 39 км на південь від Беллінцони.
Балерна має площу 2,5 км², з яких на 83% дозволяється будівництво (житлове та будівництво доріг), 9,9% використовуються в сільськогосподарських цілях, 5,5% зайнято лісами, 1,6% не є продуктивними (річки, льодовики або гори).

## Демографія
2019 року в громаді мешкало 3270 осіб (-2,4% порівняно з 2010 роком), іноземців було 26,5%. Густота населення становила 1292 осіб/км².
За віковим діапазоном населення розподілялося таким чином: 16,7% — особи молодші 20 років, 59% — особи у віці 20—64 років, 24,3% — особи у віці 65 років та старші. Було 1579 помешкань (у середньому 2 особи в помешканні).
Із загальної кількості 4253 працюючих 4 було зайнятих в первинному секторі, 1186 — в обробній промисловості, 3063 — в галузі послуг.